# Kumi Mizuno
Kumi Mizuno (水野久美 Mizuno Kumi?, nacida el 1 de enero de 1937) es una actriz japonesa, famosa por aparecer en varias películas kaiju de Toho  de los años 60 y principios de los 70.

## Primeros años
Mizuno nació como Maya Igarashi el 1 de enero de 1937 en Niigata, Japón. Se matriculó y finalmente se graduó de una escuela de actuación y comenzó una carrera profesional en cine en 1957 en Kichigai buraku.

## Carrera
Sus papeles más famosos incluyen Miss Namikawa en Kaijū Daisensō, Dr. Sueko Togami en Frankenstein vs. Baragon y la chica de la isla Dayo en Gojira, Ebira, Mosura Nankai no Daikettō. También es conocida por su papel de Azami en la épica de 1959 Los Tres Tesoros. Cuando comenzó a trabajar en Futari dake no hashi (1958), su segunda película, su nombre había cambiado a Kumi Mizuno. Mizuno trabajó por primera vez con el director Ishirō Honda en Seniors, Juniors, Co-Workers en 1959. Más tarde trabajaría con Honda en Matango, Frankenstein vs. Baragon, Frankenstein vs. Baragon, Gorath, Kaijū Daisensō y The War of the Gargantuas.
En 1991, interpretó a Kanako Yanagawa en Daiyūkai de Kihachi Okamoto.

## Filmografía

### Películas
- Kichigai buraku (1957)[4]
- Futari dake no hashi (1958), Chie Kimura[3]
- Tôkyô no kyûjitsu  (1958)[3]
- Iwashigumo (1958)[3]
- Wakai musumetachi (1958)[3]
- Los Tres Tesoros (1959), Azami[3]
- Aruhi watashi wa (1959), Hideko Kawamura[3]
- Uwayaku, shitayaku, godôyaku (1959)[3]
- Kitsune to tanuki (1959), Sagawa Kayoko[3]
- Kotan no kuchibue (1959)[3]
- Dokuritsu gurentai nishi-e (1960), Hashima[3]
- Kunisada Chûji (1960), Kiku[3]
- Shin santo juyaku: teishu kyo iku no maki (1960)[3]
- Ai to honoho to (1961)[3]
- Nasake muyo no wana (1961)[3]
- Kurenai no umi (1961)[3]
- Ankokugai gekimetsu meirei (1961)[3]
- Hoero datsugokushu (1961)[3]
- Kaoyaku akatsukini shisu (1961)[3]
- Ankokugai no dankon (1961)[3]
- ¡Mata al asesino! (1961)[3]
- Gorath (1962), Takiko Nomura[3]
- Chushingura (1962), Saho[3]
- Kurenai no sora (1962)[3]
- Dobunezumi sakusen (1962)[3]
- Yama-neko sakusen (1962)[3]
- Ankokugai no kiba (1962)[3]
- Matango (1963), Mami Sekiguchi[3]
- Dai tozoku (1963), Miwa, Líder Rebelde[3]
- Kokusai himitsu keisatsu: shirei dai hachigo (1963), Saeko Kinomiya[3]
- Ichi ka bachi ka (1963)[3]
- Sengoku yarô (1963)[3]
- Kokusai himitsu keisatsu: Tora no kiba (1964)[3]
- Chi to daiyamondo (1964)[3]
- Shikonmado - Dai tatsumaki (1964), Bruja[3]
- Kaijū Daisensō (1965), Miss Namikawa[3]
- Llave de llaves (1965)[3]
- Kokusai himitsu keisatsu: Kagi no kagi (1965)[3]
- Frankenstein vs. Baragon (1965), Dr. Sueko Togami[4]
- Gojira, Ebira, Mosura Nankai no Daikettō (1966), Dayo[3]
- The War of the Gargantuas (1966), Akemi, Asistente de Stewart[3]
- Kokusai himitsu keisatsu: Zettai zetsume (1967)[3]
- Koi wa midori no kaze no naka (1974), Madre[3]
- Kaitô Ruby (1988)[3]
- Daiyūkai (1991), Kanako Yanagawa, primera hija[5][3]
- Sotsugyō Ryokō Nihon kara Kimashita (1993)[3]
- Godzilla x Mechagodzilla (2002), Machiko Tsuge, primer ministro[3]
- Godzilla: Final Wars (2004), Akiko Namikawa[3]
- Amanogawa (2019)

### Televisión
- Segodon (2018), abuela de Saigō Takamori